# 欧贝里沃
欧贝里沃（法語：Aubérive，法語發音：[obeʁiv]）是法国马恩省的一个市镇，属于兰斯区。

## 地理
欧贝里沃（49°12'15"N, 4°24'59"E）面积27.5 平方千米，位于法国大東部大區马恩省，该省份为法国东北部内陆省份，北起阿登省，西北接埃纳省，西南接塞纳-马恩省，南至奥布省，东南接上马恩省，东临默兹省。
与欧贝里沃接壤的市镇（或旧市镇、城区）包括：巴科讷、普罗讷、大圣伊莱尔、皮河畔圣苏普莱、沃德桑库尔。

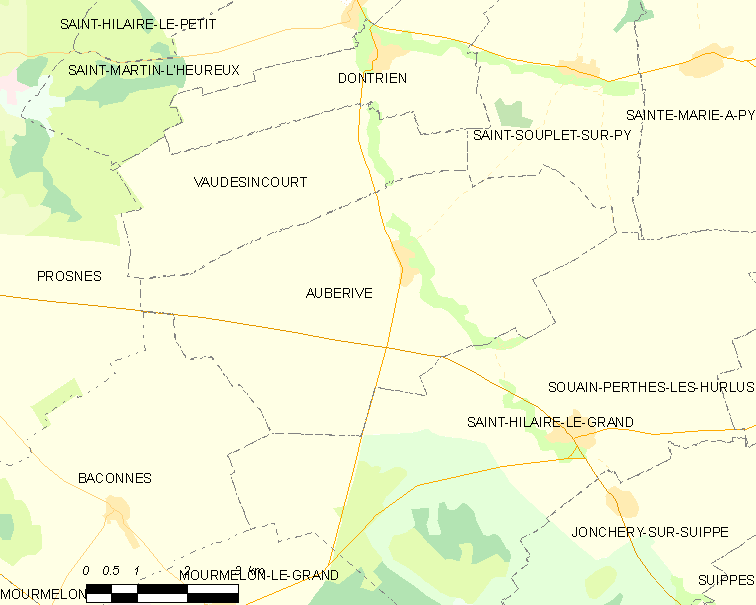
欧贝里沃的OSM定位图

欧贝里沃的时区为UTC+01:00、UTC+02:00（夏令时）。

## 行政
欧贝里沃的邮政编码为51600，INSEE市镇编码为51019。

## 政治
欧贝里沃所属的省级选区为穆尔默隆-韦勒-香槟山县。

## 人口

1962-2008年间欧贝里沃人口变化图示

欧贝里沃于2022年1月1日时的人口数量为247人。